# Regiunea Kirovohrad
Kirovohrad sau Kirovograd (în ucraineană Кіровоградська область, transliterat: Kirovohradska oblast) este o regiune din Ucraina. Capitala sa este orașul Kropîvnîțkîi. În 2019, Curtea Constituțională a Ucrainei și-a dat acordul ca regiunea să-și schimbe numele în Kropîvnîțkîi (ucraineană: Кропивницька област, transliterat: Kropyvnytska oblast), sau Kropîvnîcicina (ucraineană: Кропивниччина), însă modificarea nu a fost încă implementată.

## Demografie
Componența lingvistică a regiunii Kirovohrad
     Ucraineană (88,89%)
     Rusă (10,02%)
     Alte limbi (0,72%)
Conform recensământului din 2001, majoritatea populației regiunii Kirovohrad era vorbitoare de ucraineană (88,89%), existând în minoritate și vorbitori de rusă (10,02%).